# Club Deportivo Luis Cruz Martínez
El Club Deportivo Luis Cruz Martínez es un club de fútbol de Chile, con sede en la ciudad de Curicó, Región del Maule. Fue fundado el 14 de octubre de 1905, siendo bautizado en honor al héroe local de la Batalla de La Concepción, y actualmente se desempeña en la Asociación Curicó, perteneciente a la Asociación Nacional de Fútbol Amateur (ANFA), aunque incursionó durante algunos años en el fútbol de Segunda División.
La institución obtuvo la Copa Chile 1962, el mayor logro del fútbol maulino, al derrotar en la final a la Universidad Católica, en el Estadio Independencia. 

## Historia
Fundado en 1905, el viejo equipo amateur curicano, denominado así en honor al militar fallecido en el campo de batalla del Combate de Concepción, integró la Asociación Curicó, en donde se alzó con el título de 1912,y hasta 1961 competía en el ámbito amateur. El 7 de febrero de 1962, la Asociación Central de Fútbol (ACF) aceptó la incorporación de cuatro clubes a la Segunda División sin mediar competencia, como forma de expandir el fútbol del ascenso debido al revuelo que causaba el Mundial de Chile 1962. Fue así como llegaron al profesionalismo San Antonio Unido, Municipal de Santiago, Valparaíso Ferroviarios y Luis Cruz.
Conocida la noticia, la ciudad entera se volcó a apoyar anímica y económicamente esta aventura deportiva, luego que el Alianza de Curicó dejara el fútbol profesional dos años antes, siendo ahora el Luis Cruz Martínez el equipo que representa a la ciudad en Segunda. Luego de que la directiva lograra el fichaje del técnico paraguayo Ovidio Casartelli, ex Colchagua y Lister Rossel, el plantel partió con sus entrenamientos el 13 de febrero y tuvo su primer amistoso el 21 de marzo, con una goleada de 4-0 sobre Magallanes en el Estadio La Granja.
Sin embargo, vendrían dos apretones más antes del debut en la Copa Preparación: la visita de Colo-Colo, que venció a los locales por 1-0 con gol del curicano Luis Hernán Álvarez, ante cerca de 3500 asistentes, y de la Universidad Católica que se llevó un empate a uno de La Granja.

### Comienza la Copa
La atención y los recursos están enfocados en la Copa Preparación (nombre que recibió la Copa Chile ese año), instancia que enfrentaba en ese entonces a planteles de Primera y Segunda división.
Según el fixture, Luis Cruz debutaba visitando a Lister Rossel en Linares el 15 de abril, duelo que movilizó a una gran cantidad de hinchas. El elenco forastero, con un contundente 3-1, mediante dos goles de Leyton y uno de Riquelme, se ganó el paso a la siguiente ronda (eran partidos únicos).
En octavos de final, el 22 de abril, Luis Cruz recibió la visita de Ñublense de Chillán, partido apretado que terminó en los tiempos reglamentario y suplementario con empate a cero. En dicha competencia había definición a penales, pero solo con un ejecutante. Por ello, Leyton se transformó en héroe de la jornada al marcar los tres penales que le dieron el triunfo a los curicanos por 3-2.
El 29 de abril, Unión Española llegó a La Granja a buscar los pasajes a semifinales, con el cartel de favorito para lograrlo. No obstante, el "Ele U" marcó la diferencia y se llevó la llave con un 2-0 ante 1.947 espectadores. Goles de Leyton y Riquelme, en el tiempo suplementario.
Tras perder en un amistoso, el domingo anterior contra Audax Italiano, los azul y blanco entregaron una nueva alegría a los 3.106 hinchas que llegaron al reducto junto al cerro Condell, y batieron a Santiago Wanderers por la cuenta mínima. El tanto marcado por Guajardo conseguía el paso a la final y daba la sorpresa aquel 13 de mayo de 1962.

### La final contra la UC
El Estadio Independencia de Santiago fue el recinto escogido para la final del domingo 20 de mayo, entre Luis Cruz y Universidad Católica, monarca de la Primera División. Sin duda era una lucha entre fuerzas dispares, en donde todos daban como ganador al poderoso elenco cruzado.
Desde Curicó salieron doce carros de tren repletos hasta las pisaderas con dirección a la capital de la Nación, a los que sumaron dos vagones más en San Fernando. Muchas también viajaron en vehículos. Según La Prensa de Curicó, del lunes 21 de mayo de 1962, fueron dos mil hinchas que arribaron a la cancha desde el Maule.
Ante 7.104 espectadores, tras el pitazo de Sergio Bustamante, ambos cuadros dieron el vamos al partido. Carlos Bustos; Alejo Calderón, Jovino Faúndez, Luis Farías; Hernán Verdugo, Manuel Ribbó; Héctor Guajardo, Bernardo Leyton, Juan Baum, Miguel Hurtado y Mario Riquelme fue el once inicial del elenco curicano, que saltó a la cancha con voluntad y entusiasmo, ante un rival que desestimó a sus contendores y nunca logró dominar el partido. Verdugo adelantó al Luis Cruz en la media hora de partido; empate de Ibáñez para la Católica, tras lanzamiento penal a los 58', y un minuto más tarde, Riquelme anota el segundo y definitivo gol a favor del club maulino.
Obviamente, tras el triunfo de 2-1 y con la Copa en las manos, el carnaval se desató y trasladó a Curicó, que recibió el tren de los campeones pasada la medianoche. La Prensa relataba que “autoridades y una numerosa hinchada esperaba la llegada de los campeones. Luego se inició un desfile por la calle Prat hasta la Plaza y Municipalidad, donde se les ofreció un coctel (…) La banda de Regimiento encabezó el desfile con antorchas, tocando himnos marciales... un título inesperado que vino a marcar un hito en el fútbol local, ya que ningún club de la zona ha logrado un campeonato de estas características”. Con esta conquista, la institución se transformó en el primer equipo en obtener el trofeo jugando en el Ascenso, y el único que ha ganado un título oficial de estas características en su primer año como club profesional, además de conseguir el mayor logro de un club de la Región del Maule en el fútbol chileno.

### Segunda División: La gran actuación y el descenso

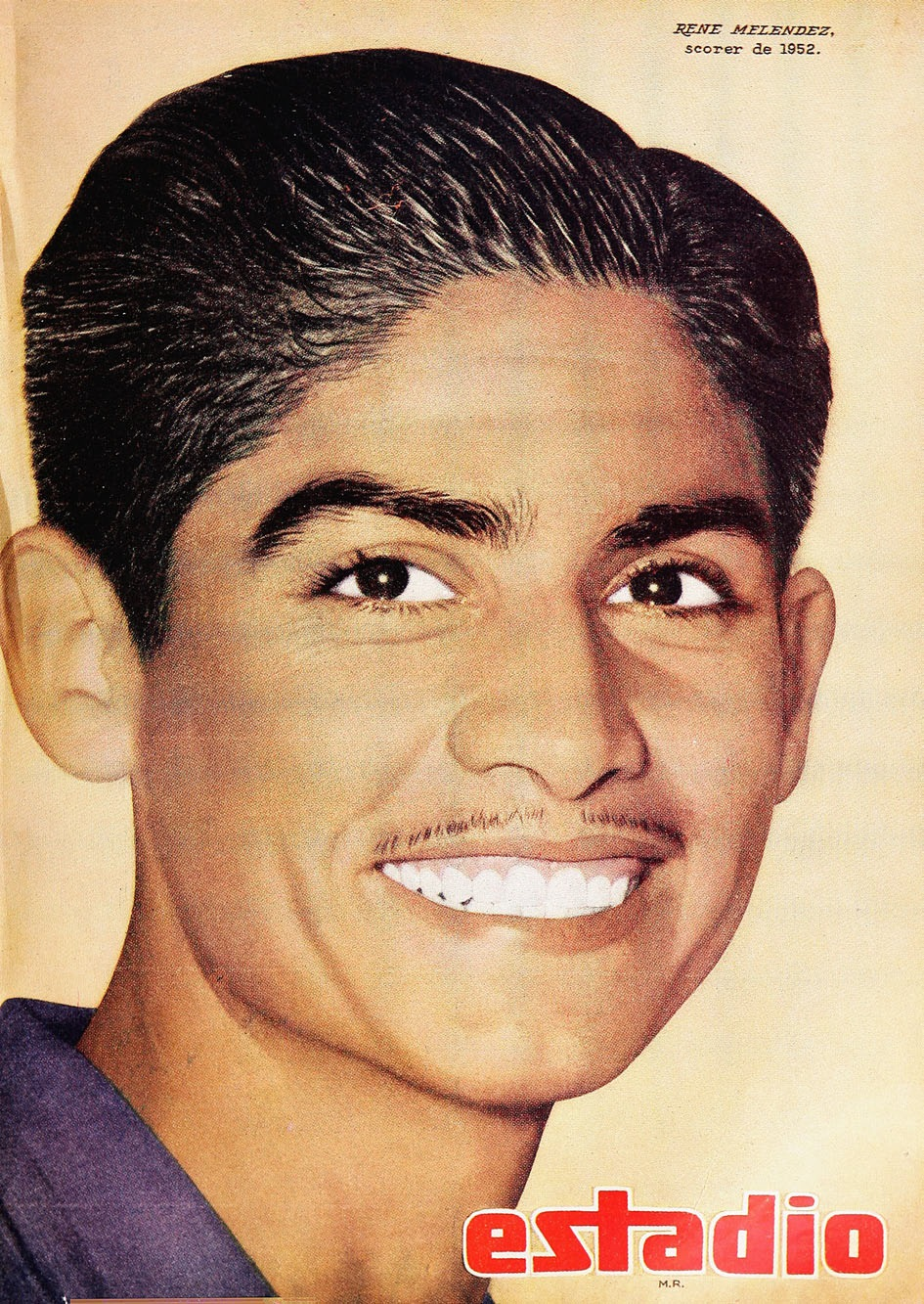
René Meléndez disputó su última temporada como profesional en Luis Cruz Martínez, en 1964. Con el elenco curicano jugó 6 partidos y anotó un gol.

Tras obtener la Copa, el Luis Cruz hizo su debut oficial en la segunda categoría, con una gran campaña: el quinto lugar de la tabla con 25 puntos (su mejor temporada histórica) y se mantuvo allí hasta 1966, torneo en el que terminó penúltimo, con 23 unidades, y descendió a su Asociación de Origen junto a San Bernardo Central, que quedó un puesto más abajo, concluyendo así su paso por el profesionalismo.
En el verano de 1967, dirigentes curicanos intentaron en vano repostular al Luis Cruz Martínez a Segunda. Era el final definitivo del "Lucho Cruz" en el fútbol profesional chileno, pero no de su existencia, ya que actualmente sigue compitiendo en torneos ANFA de la Asociación Maule.

## Datos del club
- Temporadas en 2ª: 5 (1962-1966)
- Mejor puesto en 2ª: 5° (1962 y 1965)
- Peor puesto en 2ª: 15° (1966)
- Participaciones en Copa Chile: 1 (Campeón 1962)

## Palmarés

### Torneos locales
- Asociación Curicó (1): 1912.[1]

### Torneos nacionales
- Copa Chile (1): 1962.